# Albin Stepowicz
Albin Stepowicz (biał. Альбін Стэповіч; ur. 1894 w Baranach koło Święcian, zm. 1934) – białoruski działacz narodowy, publicysta i polityk chadecki, brat Kazimira Swajaka.

## Życiorys
W dwudziestoleciu międzywojennym szefował wileńskiemu oddziałowi Białoruskiej Chrześcijańskiej Demokracji. W 1928 wybrany na posła na Sejm RP II kadencji. Jest autorem pieśni Dzie czutny mowy naszaj huki, będącej hymnem Białoruskiego Instytutu Kultury i Gospodarki w Wilnie.